# والنتین لبدف
والنتین لبدف (به انگلیسی: Valentin Lebedev) فضانورد اهل اتحاد شوروی است که در ۱۴ آوریل ۱۹۴۲ در مسکو زاده شد. وی در مأموریت سایوز ۱۳، سالیوت ۷ حضور داشته است.